# シャニムニ＝パレード
シャニムニ＝パレード（SHANIMUNI PARADE）は、日本の名古屋を拠点に活動する女性アイドルグループ。略称、シャニパレ。内側ピースサインを横にした定番のポーズがある。

キャッチコピーは「真っ暗な世界を、遮二無二(シャニムニ)突っ走って、お祭り騒ぎ(パレード)を巻き起こす!!」「遮二無二なポジティブアイドル」。

## 概要
∥ネコプラ∥やchuLaなどのアイドルグループを運営するFreeK-Laboratoryと、手羽先センセーションなどのアイドルグループを運営するフレオマネジメント（現FreoMotto）が共同運営で、2020年9月に名古屋から8人でデビュー。Freek-Laboratoryとしては、2020年6月デビューの#ジューロックに続く名古屋支部の第2弾グループ。

現在の事務所は、Freek-Laboratoryの後に設立されたSCOT単独で運営しており、メンバーは大きく3回の入れ替わりを経て、6人体制期にある。

## 略歴

### 結成初期8人体制期
2020年
- 7月8日〜22日、名古屋の超コラボアイドルプロジェクトとして、メンバー募集[7][8]。
- 8月30日、グループ名および初代グループロゴを公開[1]。
- 9月12日、事務所主催イベント「アナフェス名古屋 〜秋の陣2DAYS〜」名古屋ReNY limited会場1日目[9]にて、篠崎ここ・麦茶ひの・南雲れい・篠崎のの・小倉百花・白井凛・植村美月・浜辺千夢の8人でプレデビュー[6]。同日、初代宣材写真を公開[2]。
- 9月27日、お披露目単独公演「遮二無二、突っ走ります。」[10]を伏見ライオンシアターにて開催、正式デビュー[4]。
- 12月27日、1stワンマンLIVE「シャニパレしか勝たん！」[11]を名古屋ReNY limitedにて開催[12]。

2021年
- 1月27日、中京テレビにて、＃ジューロックとの冠番組『＃しゃにむにロック 〜型破りな女たち〜』が放送開始[13]。
- 4月1日、2ndワンマンLIVE「爆速シャニパレストーリー!! 〜さぁ僕らと塗り替えよう、新たなページ〜」[14]をZeppNagoyaにて開催し、2代目衣装を公開[15]。同日、2代目宣材写真を公開[16]。
- 5月12日〜6月9日、この時点でのオリジナル楽曲の全10曲を、5週連続2曲ずつサブスク配信解禁。
- 7月3日〜8月10日、初の全国ツアー「「爆速!!全国ツアー2021夏」～東海道 編～」を大阪・京都・滋賀・岐阜・愛知・静岡・神奈川・東京の各所を巡り開催[17]。
- 8月5日、事務所イベント「FreeK定期公演 〜ZeppHaneda編 2日目・夏休みだよ！ユー、もう無銭でやっちゃいなよ！〜」（会場:ZeppHaneda）[18]で行われた服装自由選手権にて、14グループ中、浜辺千夢が優勝[19]。
- 8月6日、事務所イベント「FreeK定期公演 〜新木場COAST編 夏休みだよ！ユー、もう無銭でやっちゃいなよ！〜」（会場:新木場COASTメインステージ）[20]で行われた新木場オリンピックｽ2021にて、14グループ中、篠崎ののが銀メダル獲得[21]。
- 9月25日、1周年LIVE「ボクらと歩もう、未来への物語」[22]を名港ライオンドームにて開催、2代目グループロゴを公開[23]。
- 10月2日、『TOKYO IDOL FESTIVAL 2021』（会場:SKY STAGE）に、#ジューロックとの合同チーム「#しゃにむにロック」として初出演[24]。
- 10月27日、FreeK-Laboratoryの152人ユニットFreeKieに参加、一員としてシングル『We are “FreeK”』でメジャーデビュー。グループソロバージョン収録の『We are “FreeK”【Type J】（シャニムニ=パレード Ver.）』を含み、オリコンランキングデイリー2位[25]・週間2位を記録[26]。
- 11月13日、2.5ndワンマンLIVE「〜Road to 日本特殊陶業市民会館〜」[27]をダイアモンドホールにて開催[28]。この動員結果に伴い、12月24日・31日、オリジナル楽曲の2曲を、2週連続1曲ずつサブスク配信解禁。

2022年
- 1月5日、3rdワンマンLIVE「いくぜ！シャニパレ～まだ見ぬ景色へ～」[29]を日本特殊陶業市民会館フォレストホールにて開催、3代目衣装を公開[30][31]。同日、3代目宣材写真を公開[32]
- 1月16日、アイドル活動をする上で意識に欠けた点が見受けられたとして、南雲れいの活動休止、浜辺千夢・篠崎ここのSTAiNYへの長期留学を発表[33]。
- 1月17日〜23日、同年1月7日に行われたマネージャー入れ替えくじ引き大会により、1週間限定でマネージャーの岡村が#PEXACOAを担当し、その間buGGマネージャーの板橋がマネージャーを担当した[34]。

### 新8人体制期
2022年
- 3月10日、新メンバー4人（新垣みなみ・神谷ゆい・水川ゆりあ・沢野友香）の加入を発表し、3月19日から9人体制でのスタートを予告[35]。しかし3月18日には水川が本人の一身上の都合によりメンバーから外れ[36]、3月19日に名古屋ReNY limitedにて行われた「mini TIF in Nagoya」では、新メンバーとして新垣・神谷・沢野がデビューし、8人体制でのスタートとなった[37]。同日、4代目宣材写真を公開[38]。
- 5月4日〜6月14日、全国ツアー2022「日本全国”海を越えよ!!”ツアー」を愛知名古屋（名古屋ReNY limited）・東京池袋（harevutai）・大阪梅田（amHALL）・北海道（青函トンネル、札幌市/Sound lab mole）・四国（しまなみ海道、愛媛県松山市/Double-u Studio）・九州（関門トンネル、福岡県福岡市/The Voodoo Lounge）にて開催。発表時点ではツアー終点の場所と日程は非公開[39]で、7月10日に名古屋の金城ふ頭特設野外ステージで完走し、4代目衣装を公開[40]。同日、5代目宣材写真を公開[41]。
- 8月31日、同日をもってフレオマネジメントとの共同運営を終了し、翌日以降はFreeK-Laboratoryの単独運営となる。[42]
- 9月18日、2nd Anniversary LIVE 『軌跡』[43]を名古屋ReNY limitedにて開催[44]。この動員結果に伴い、10月19日〜11月30日にかけてオリジナル楽曲の7曲を7週連続で1曲ずつサブスク配信解禁。
- 12月28日、4thワンマンLIVE「THE FUTURE 〜未来への鼓動〜」[45]を日本特殊陶業市民会館フォレストホールにて開催、5代目衣装を公開[46]。同日、6代目宣材写真を公開[47]。

2023年
- 4月9日〜7月8日、全国ツアー2023「SUMMER DIVE!! TOUR」を名古屋（DIAMOND HALL）・東京池袋（harevutai）・岡山県岡山市（LIVEHOUSE image）・大阪梅田（amHALL）・福岡県福岡市（evoLら・名古屋（名古屋港野外特設ステージ）にて開催。
- 5月13日、虚偽の理由でライブを欠席した神谷ゆいと篠崎ののの処分を発表。また、白のYシャツに黒パンツ姿で2人が謝罪する動画を公開した。[48][49][50][51]
- 5月27日、植村の活動休止を発表[52]。
- 8月6日、『TOKYO IDOL FESTIVAL 2023』に3回目出演、グループ単独としては初出演[53]。
- 8月31日発売、集英社『週刊ヤングジャンプ』におけるサキドルエース SURVIVAL第13弾に、麦茶がグループを代表しエントリー[54]。
- 9月8日、3rd Anniversary Live「Brand New Parade」を日本特殊陶業市民会館フォレストホールにて開催[55]。
- 9月14日、小倉の9月15日から活動休止を発表[56]。

2024年
- 3月1日、小倉の活動終了を発表。また、4月上旬に新メンバー加入を発表[57]。

### 7人体制期
2024年
- 4月18日、新メンバー3人（有馬さら・星塚れな・胡桃なえ）を公開、4月21日にデビューを発表[58]。
- 4月21日、7代目宣材写真を公開[59]。同日、新メンバーの有馬・星塚・胡桃を含めた7人体制と6代目衣装を、お披露目[60]。
- 6月23日、3代目グループロゴを公開[61]。公式Instagramを開設[62]。全国ツアー2024「Scream Parade」スタート[63]。
- 9月23日、4周年LIVE「今、君とここから」をLives FARMにて開催[64]。

2025年
- 2月14日、新垣が4月26日の卒業公演をもって卒業を発表[65]。
- 3月14日、胡桃が持病悪化による治療専念のため活動休止（3月21日のワンマンライブは出演）を発表[66]。
- 3月17-19日、8代目宣材写真の個人用を公開[67][68][69]。同月21日にグループ全体の宣材写真を公開[70]。
- 3月21日、5thONEMANLIVE〜Ensemble〜[71]を中日ホールにて開催し7代目衣装をお披露目[72]。
- 4月26日、「新垣みなみ卒業公演」[73]をZephyr HALLにて開催し、新垣が卒業[74]。グループ初の卒業公演による卒業だった。卒業後、新垣のSNSは5月31日まで運用された[75]。
- 5月22日、公式オンラインショップ開設[76]。
- 6月6日、サブスク未配信楽曲計7曲を1stアルバム『Ensemble』として解禁[77]。
- 7月3日、白井が7月21日の卒業公演をもって卒業、胡桃が7月3日付で活動終了を発表[78]。
- 7月8日、麦茶が『TIF2025×Zipper 表紙&誌面掲載争奪戦！』にて準グランプリを受賞[79]
- 7月21日、「Rin Shirai Graduation Live」[80]をLivesNAGOYAにて開催し、白井が卒業[81]。

### 6人体制期
- 7月23日、新メンバー2人（愛瀬ななさ・水月みる）を公開[82][83]、7月26日にデビューを発表[84]。
- 7月26日、「シャニムニ=パレード新体制デビューLIVE」を伏見ライオンシアターにて開催し、6人体制スタート[85]。同日、愛瀬・水月の個人宣材写真を公開[86]。

## メンバー
2025年7月28日時点のメンバーを現メンバー、それ以外のメンバーを旧メンバーに分類する。

### 現メンバー
| 名前                      | 愛称                  | 生年月日               | 出身地          | 身長    | 血液型 | 担当カラー     | 活動開始      | 備考                             |
| ------------------------- | --------------------- | ---------------------- | --------------- | ------- | ------ | -------------- | ------------- | -------------------------------- |
| 麦茶 ひの むぎちゃ ひの   | - むぎちゃん - 麦茶 - | 1999年10月8日（25歳）  | 愛知県          | 148.7cm | A型    | オレンジ       | 2020年9月3日  | スリーサイズ:73.5 - 57 - 81.5 cm |
| 沢野 友香 さわの ゆうか   |                       | 1998年4月6日（27歳）   | 愛知県 名古屋市 | 156cm   | O型    | 赤             | 2022年3月10日 |                                  |
| 有馬 さら ありま さら     |                       | 2006年2月9日（19歳）   | 三重県          | 163cm   | B型    | ミントグリーン | 2024年4月18日 | 靴の寸法:24.5cm                  |
| 星塚 れな ほしづか れな   |                       | 2005年12月28日（19歳） | 愛知県          | 157cm   | O型    | 黄色           | 2024年4月18日 |                                  |
| 愛瀬 ななさ あいせ ななさ |                       | 2006年3月29日（19歳）  | 愛知県          |         |        | ピンク         | 2025年7月23日 | 元:i Neo Moon（星宮ななさ）      |
| 水月 みる みなづき みる   |                       | 2006年??月??日（19歳） |                 |         |        | 水色           | 2025年7月23日 |                                  |

### 旧メンバー
| 名前                        | 愛称                                      | 生年月日               | 出身地          | 身長    | 血液型 | 担当カラー     | 活動期間                     | 備考 |
| --------------------------- | ----------------------------------------- | ---------------------- | --------------- | ------- | ------ | -------------- | ---------------------------- | --- |
| 水川 ゆりあ みずかわ ゆりあ |                                           | 2001年-2002年 （23歳） | 愛知県          |         |        |                | 2022年3月10日 -2022年3月18日 | デビュー前日にメンバーから外れる。 |
| 南雲 れい なぐも れい       | れいちゃま                                | 2003年3月20日（22歳）  | 愛知県          | 158cm   | A型    | 水色           | 2020年9月3日 -2022年9月1日   | 2022年1月16日から活動休止。 |
| 篠崎 ここ しのざき ここ     | ここちゃ                                  | 2000年9月18日（24歳）  | 愛知県          | 148.0cm | B型    | 赤             | 2020年9月1日 -2022年11月     | - 元:恋してぎゃんぐらぶっ！(橋本すんな) - メンバーの篠崎ののは妹。 - 2022年1月16日からSTAiNY長期留学、その後2024年1月6日にSTAiNY卒業と共にアイドル活動終了（同年2月18日にSTAiNYのライブにゲスト出演）。 |
| 浜辺 千夢 はまべ ちむ       | - ちむちむ - はまち -                     | 2002年11月21日（22歳） | 三重県          | 151cm   | A型    | ミントグリーン | 2020年9月8日 -2022年11月     | - 妹に元ぼくはまだしなないの星乃聖奈。 - 2022年1月16日からSTAiNY長期留学。 |
| 植村 美月 うえむら みつき   | みーちゃん                                | 1998年11月2日（26歳）  | 大阪府          | 154cm   | A型    | 黄色           | 2020年9月7日 -2023年9月下旬  | 2023年5月27日から活動休止。 |
| 篠崎 のの しのざき のの     | のの                                      | 2002年2月7日（23歳）   | 愛知県          |         | AB型   | ピンク         | 2020年9月4日 -2023年9月下旬  | - 元:恋してきゃんぐらぶっ！(橋本いおな) - メンバーの篠崎ここは姉。 - 2023年9月6日時点では活動協議中。                                                                                                   |
| 神谷 ゆい かみや ゆい       | ゆいてゃ                                  | 2000年5月9日（25歳）   | 愛知県 名古屋市 |         |        | 青             | 2022年3月10日 -2023年9月下旬 | - 元:恋してぎゃんぐらぶっ！(榎宮陽菜梨)→新生 恋してぎゃんぐらぶっ！♡(水波笑心) - 2023年9月6日時点では活動協議中。                                                                                       |
| 小倉 百花 おぐら ももか     | - ももたん - ももちゃん - もも - おぐぅ - | 2001年6月29日（24歳）  | 愛知県          | 156cm   | O型    | 紫             | 2020年9月5日 -2024年3月1日   | 2023年9月15日から活動休止。 |
| 新垣 みなみ あらがき みなみ |                                           | 2002年4月27日（23歳）  | 三重県          |         | AB型   | 水色           | 2022年3月10日 -2025年4月27日 | SNSは2025年5月31日まで運用。 グループ初の卒業公演による卒業。 |
| 胡桃 なえ くるみ なえ       |                                           | 2002年10月31日（22歳） | 愛知県          |         | A型    | 紫             | 2024年4月18日 -2025年7月3日  | 2025年3月14日から活動休止。 |
| 白井 凛 しらい りん         | りんちゃん                                | 1999年5月31日（26歳）  | 三重県          | 167.8cm | O型    | 白             | 2020年9月6日 -2025年7月21日  | |

## 作品

### CDシングル
|   | 発売日         | タイトル                                           | 規格品番   | レーベル                         |
| - | -------------- | -------------------------------------------------- | ---------- | -------------------------------- |
| 1 | 2021年10月27日 | We are “FreeK”【Type-J】(シャニムニ パレード Ver.) | TKCA-75019 | 徳間ジャパンコミュニケーションズ |

### 配信限定シングル、他持ち歌
|    | 曲名                       | クレジットなど                                                                                     | 初披露日       | 配信日         |
| -- | -------------------------- | -------------------------------------------------------------------------------------------------- | -------------- | -------------- |
| 1  | Starting Day               | - 作詞：mimimy、J.K≒3.0 - 作曲編曲：J.K≒3.0 -                                                      | 2020年9月12日  | 2021年5月12日  |
| 2  | 一方通行＝アクセラレータ   | - 作詞作曲編曲：萩龍一 - 振付：ォラ                                                                | 2020年9月12日  | 2021年5月12日  |
| 3  | 干支えとせとら             | - ネコプラのカバー曲 - 作詞：美月ミチル - 作曲：83 - 編曲：tkr                                     | 2020年9月12日  |                |
| 4  | Welcome to にゅーわーるど☆ | - mi-naのカバー曲 - 作詞：SHAKANA - 作曲：KOJI oba - 振付：                                        | 2020年9月12日  |                |
| 5  | 白紙のページ               | - MV制作1曲目 - 作詞：杉坂天汰 - 作曲編曲：ツカダタカシゲ -                                        | 2020年10月22日 | 2021年5月19日  |
| 6  | オンリーヒロイン           | - 作詞：nobara kaede - 作曲：ツカダタカシゲ、大鹿大輝 - 編曲：ツカダタカシゲ - 振付：ォラ          | 2020年12月12日 | 2021年5月19日  |
| 7  | 虹色のシンフォニー         | - 作詞：nobara kaede - 作曲：ツカダタカシゲ、大鹿大輝 - 編曲：ツカダタカシゲ - 振付：ォラ          | 2020年12月27日 | 2021年5月26日  |
| 8  | JOIN!!～パレード～         | - MV制作3曲目 - 作詞：IMAKISASA - 作曲編曲：Masato Ushikubo - ギター：Masato Ushikubo - 振付：ォラ | 2021年1月28日  | 2021年5月26日  |
| 9  | Sparkle!!                  | - 作詞：杉坂天汰 - 作曲編曲：Masato Ushikubo - ギター：Masato Ushikubo - 振付：ォラ                | 2021年3月13日  | 2021年6月2日   |
| 10 | 群青トルネード             | - 作詞作曲：IMAKISASA - 編曲：萩龍一 - ギター：慎之甫 - Mix：王子マスター                          | 2021年3月25日  | 2021年6月2日   |
| 11 | 片恋フェスティバル         | - 作詞：菊池諒 - 作曲：ツカダタカシゲ、大鹿大輝 - 編曲：ツカダタカシゲ -                           | 2021年4月1日   | 2021年6月9日   |
| 12 | 僕らのGLORY DAYS           | - 作詞作曲編曲：萩龍一 - ピアノ：アサノハヤト - ギター：kimiTak - ベース：萩龍一 -                 | 2021年4月1日   | 2021年6月9日   |
| 13 | 青、自乗                   | - 作詞：菊池諒 - 作曲編曲：after all - 振付：ォラ                                                  | 2021年6月27日  | 2021年12月24日 |
| 14 | ブッ壊レランナー           | - 作詞：菊池諒 - 作曲編曲：AWOKI -                                                                 | 2021年9月25日  | 2021年12月31日 |
| 15 | 星屑スタートライン         | 作詞作曲編曲：西川サスケ                                                                           | 2021年9月25日  | 2022年10月19日 |
| 16 | 「拝啓ラブレターです。」   | - MV制作2曲目 - 作詞：mimimy - 作曲編曲：J.K≒3.0 -                                                 | 2021年11月13日 | 2022年10月26日 |
| 17 | WOO☆OH☆OH!!!               | - 作詞：菊池諒 - 作曲編曲Mix：AWOKI - 振付：ォラ                                                   | 2022年1月5日   | 2022年11月2日  |
| 18 | PPP〜triple P〜            | - 作詞：DJ金魚 - 作曲：いづこの子 - 振付：ォラ                                                     | 2022年5月4日   | 2022年11月9日  |
| 19 | 真夏の恋のプロローグ       | - 作詞作曲編曲：西川サスケ - 振付：ォラ                                                            | 2022年7月10日  | 2022年11月16日 |
| 20 | エンドロール               | - 作詞：杉坂天汰 - 作曲編曲：AWOKI - 振付：ォラ                                                    | 2022年7月10日  | 2022年11月23日 |
| 21 | 透明フィルター             | - 作詞：菊池諒 - 作曲編曲：えとゆま - 振付：ォラ                                                   | 2022年9月18日  | 2022年11月30日 |
| 22 | 未完成系                   | - 作詞：フトメホソシ - 作曲編曲：GUCCHO - 振付：ォラ                                               | 2022年12月28日 | 2025年6月6日   |
| 23 | 希望のツバサ               | - 作詞：菊池諒 - 作曲編曲：斎藤竜介 - 振付：ォラ                                                   | 2022年12月28日 | 2025年6月6日   |
| 24 | Smile Journey              | - 作詞：Sae Yamamoto - 作曲：Saya、Sae Yamamoto - 振付：ォラ                                       | 2023年4月29日  | 2025年6月6日   |
| 25 | Brand New Wind             | - 作詞作曲編曲：AzBit - 振付：Risa                                                                 | 2023年8月6日   | 2025年6月6日   |
| 26 | ブルーセイリング           | - 作詞： - 作曲編曲：AzBit - 振付：ォラ                                                            | 2024年9月23日  | 2025年6月6日   |
| 27 | One step closer            | - 作詞：mimimy - 作曲： - Mix：terupin                                                             | 2024年12月26日 | 2025年6月6日   |
| 28 | あたしが彼女になる条件     | 作詞：DJ金魚 作曲：八巻 俊介                                                                       | 2025年3月21日  | 2025年6月6日   |

### タイアップ
| 期間                 | 楽曲               | タイアップ内容 |
| -------------------- | ------------------ | --- |
| 2021年1月18日 - 29日 | オンリーヒロイン   | 中京テレビ『キャッチ!』18時台「天気予報コーナー」BGM |
| 2021年2月            | 虹色のシンフォニー | 中京テレビ『前略、大とくさん』2月エンディングテーマ |
| 2021年4月            | JOIN!!～パレード～ | 中京テレビ『PS純金』4月エンディングテーマ |
| 2021年10月 - 11月    | We are “FreeK”     | 東急田園都市線渋谷駅の改札外コンコース(- 10月17日) 週刊少年チャンピオン2021年10/28号(2021年10月14日発売) 表3 中京テレビ『PS純金』11月エンディングテーマ |
| 2022年2月            | WOO☆OH☆OH!!!       | 中京テレビ『キャッチ!』2月エンディングテーマ |

## 出演

### テレビ
レギュラー
- #しゃにむにロック 〜型破りな女たち〜（2021年1月28日 - 、中京テレビ）

単発
- 名古屋のアイドルさがし　アイドルやっとる～ん（2020年11月18日、アイドル専門チャンネルPigoo） 麦茶・小倉[220]
- 前略、大とくさん（2021年1月24日、中京テレビ） 麦茶・浜辺[221]
- 前略、大とくさんプレゼンツ　おウチ時間が音楽で楽しくな～るTV（2021年6月19日、中京テレビ） 麦茶・浜辺[222]
- 水曜日のダウンタウン（2023年4月19日、TBSテレビ系列） 麦茶[223]

### ラジオ
レギュラー
- ナリふり!!!（2020年11月8日 - 、KBS京都ラジオ） 隔週日曜、FreeK-Laboratoryの名古屋・大阪メンバーで交代定期出演[224]
- シャニムニ＝パレードの「拝啓ラジオです。」（2023年7月2日[225] - 12月24日[226]、エフエム愛知） 毎週日曜

### キャンペーン
- 愛知県観光協会ナイト観光促進事業「名古屋シメパフェ×ご当地アイドル」（2020年11月21日 - 12月31日） 麦茶・浜辺[227]
- #ジューロック×シャニムニ＝パレード×WEGO大須店（2021年8月1日[228][229]、2022年4月9日[230][231]、2022年9月23日[232]）
- 名古屋辛麺 鯱輪 住吉本店・熱田店（2022年11月20日 - 12月30日）[233]
- あんどて〜る 名古屋店（2023年12月7日[234][235]、2024年2月16日[236]、2024年4月19日[237]） 沢野

### 広告
- UP-T（2024年2月11日-17日、MAGNET by SHIBUYA109壁面の109フォーラムビジョン） 麦茶・白井・新垣・沢野[238]

## 書籍

### 雑誌
- 「週刊ヤングジャンプ」サキドルエースSURVIVAL SEASON13（2023年8月31日発売No.40特大号（通巻2126号）、集英社） 麦茶、浜辺(STAiNYとして)